# Retrat del meu pare
Retrat del meu pare és una pintura a l'oli realitzada per Salvador Dalí l'any 1925. Actualment l'obra forma part de la col·lecció permanent del Museu Nacional d'Art de Catalunya, d'ençà que aquest la va adquirir el 1962. Es considera una de les millors pintures de joventut de Dalí.

## Descripció
El mateix Salvador Dalí situa aquesta obra com una de les millors d'aquest període, moment coincident a l'època de retorn a Figueres després de la seva expulsió final de l'Acadèmia. El domini tècnic del jove pintor queda demostrat en els perfils dibuixats amb nitidesa, en el tractament de llum i ombres, i en la potència expressiva de les tonalitats sòbries.
L'obra de Dalí mostra un personatge amb caràcter, imponent i majestuós des d'una perspectiva de tres quarts. La seva mirada es dirigeix a l'espectador amb agudesa, com si no volgués perdre de vista al seu brillant i rebel fill.
El pare de Dalí, Salvador Dalí i Cusí, era un notari de la ciutat de Figueres, lliurepensador, esperantista i federalista català. Va ser la primera gran influència del jove pintor. La postura que adpota el pare en aquest quadre s'assembla al Retrat del pare i la germana de l'artista de l'any 1925; però en aquest cas, amb una indumentària més informal i sostenenint una pipa.

## Exposicions
Aquesta obra forma part del conjunt d'obres que Salvador Dalí va seleccionar per a la seva primera exposició individual a les Galeries Dalmau de Barcelona del 14 al 27 de novembre de 1925. Va exposar disset pintures: Noia asseguda, Figura d'esquena, Figura a una finestra, Retrat de Ramoneta Montsalvatge, Retrat del meu pare, Paisatge de l'Empordà amb figures, Paisatge de Cadaqués, Retrat de la meva germana, Figura de perfil, Bodegó, Figura en una taula, Retrat de Maria Carbona, Venus i un mariner, Pierrot tocant la guitarra, Natura morta, Sifó i ampolleta de rhum així com cinc dibuixos: Nu a la platja, Retrats, Nusos, Retrat de Puig Pujades i Paisatge.

### Cronologia d'exposicions
- 1925, Barcelona, Galeries Dalmau[7]
- 1962, Madrid, Casón del Buen Retiro[8]
- 1964, Tokyo, Tokyo Prince Hotel Gallery[9]
- 1979, Paris, Centre Georges Pompidou, Musée National d'Art Moderne[10]
- 1983, Madrid, Museo Español de Arte Contemporáneo[11]
- 1985, London, Hayward Gallery[12]
- 1986, Lausanne, Fondation de l'Hermitage[13]
- 1987, Kobe, The Hyogo Prefectural Museum of Modern Art[14]
- 1987, Barcelona, Palau de la Virreina[15]
- 1989, Stuttgart, Staatsgalerie[16]
- 1989, Humlebaek, Louisiana Museum of Modern Art[17]
- 1994, London, Hayward Gallery[18]
- 1998, Liverpool, Tate Gallery Liverpool[19]
- 2004, Venezia, Palazzo Grassi[20]
- 2007, London, Tate Modern[21]
- 2007, Madrid, Museo Thyssen Bornemisza - Fundación Caja Madrid[22]
- 2012- Salvador Dalí - París, Centre Pompidou.[23]

## La figura del pare
Dalí afirmava que l'heroi és aquell que es rebel·la contra l'autoritat paterna i el mateix pare o acaba vencent-los. Dalí es va rebel·lar contra el seu propi pare i també contra Picasso, el seu pare espiritual.
Salvador Dalí i Cusí va ser una figura prominent en l'educació del jove Dalí i va tenir una gran influència en algunes decisions i canvis. Després de la Guerra Civil Espanyola va patir un canvi radical i es va convertir en un catòlic fanàtic i reaccionari. En els diversos retrats que Dalí li va dedicar, destaca el seu caràcter autoritari. El pare el va expulsar de la família al saber que Dalí s'havia enamorat de Gala i havien començat a viure junts. A la carta a García Lorca, Salvador Dalí i Cusí va explicar la seva reacció: 
| «                      | «No sé si s'haurà enterat que vaig haver de fer fora el meu fill de casa. Ha sigut molt dolorós per a nosaltres però per dignitat va ser precís prendre aquesta decisió. La seva indignitat ha arribat a tal punt que accepta diners i menjar d'una dona casada.» | » |
| — Salvador Dalí i Cusí | |   |

## AltresRetrats del meu pare
Salvador Dalí va fer altres retrats amb la figura del seu pare. El primer d'ells és un oli sobre tela de l'any 1920: «El seu retrat s'hauria de pintar amb la llum rojenca de la posta de sol. Venia cada tarda a posar, inflamat per l'últim raig de sol».
La mort de la seva mare el novembre de 1921, a conseqüència d'un càncer, que se li va diagnosticar poc abans que Salvador Dalí tracés el croquis inicial, segurament va ser la causa de les alteracions que s'observen al quadre definitiu.